# Glendon, Pennsylvania
Glendon är en ort i Northampton County i delstaten Pennsylvania, USA.